# Hôtel Berton des Balbes de Crillon
L'hôtel Berton des Balbes de Crillon, ou hôtel de Crillon est un bâtiment à Avignon, dans le département de Vaucluse.

## Histoire
L'hôtel a été construit à partir de 1648 pour Louis III de Berton (1608-1695), baron de Crillon, seigneur de Saint-Jean-de-Vassols, colonel général de l'artillerie pontificale, à l'emplacement de la livrée cardinalice de Bertrand de Deaux, archevêque d'Embrun, puis cardinal. Le dernier occupant de la livrée a été Martín de Zalba (†1403), évêque de Pampelune et cardinal qui a donné le nom à la livrée. La livrée est ensuite devenue la propriété de la famille aux Berton de Crillon.

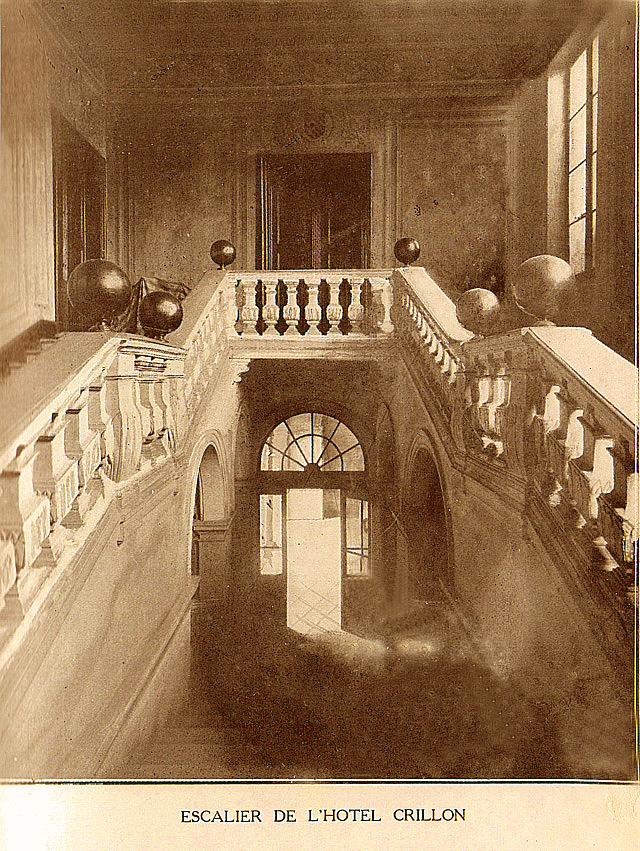
Escalier de l'hôtel.

Le 10 septembre 1648, Louis III de Berton a baillé à prix-fait la démolition et la reconstruction de sa maison d'habitation à deux frères maîtres maçons d'Avignon Jean et André Bontoux selon le dessin fait « Dominique Bourbon », un italien du nom de Domenico Borboni. La construction a été terminée en juillet 1649. Dominico Borboni était originaire de Bologne ayant séjourné à Avignon, entre 1645 et 1663. Dans un document il est qualifié de « peintre excellent ». Il a plus fait œuvre de décorateur que d'architecte à Avignon. Deux autres prix-faits ont été signés : le 22 octobre 1648, avec le maître menuisier Jacques Planche, pour les fenêtres de la façade et le 7 décembre 1648 avec le menuisier Jean Suchet, pour la démolition et la réfection du couvert et des planchers de la maison. Dans le premier prix-fait, le marché des ornements de la façade, Louis III de Berton a prévu de les faire exécuter et de les payer séparément. Joseph Girard s'est demandé qui les a réalisés et a remarqué que dans deux prix-faits, le sculpteur avignonnais Jean-André Borde a signé comme témoin. Il a supposé que c'était sans doute le sculpteur de la décoration sculptée, de la cheminée et de l'exceptionnel escalier « à l'impériale ». Rien ne permet de préciser s'il en a été le concepteur ou s'il s'est contenté de reproduire les dessins de l'architecte Domenico Borboni, connu aussi comme décorateur. Tous les commentateurs de cet hôtel ont souligné son caractère italien. André Hallays, dans sa description de l'hôtel, indique que « tous les ornements de la dernière Renaissance y sont accumulés », ce qui indique un certain retard architectural par rapport à ce qui se construisait en 1648.
En 1660, pendant le séjour de Louis XIV à Avignon, la Grande Mademoiselle a séjourné à l'hôtel de Crillon et a trouvé la maison « fort belle, bâtie et peinte à l'italienne ».
En 1693, une chapelle a été construite à l'intérieur de l'hôtel par le maçon Pierre Thibaut sur les plans de Pierre Mignard.
La baronnie de Crillon est élevée en duché le 27 septembre 1725 par le pape Benoît XIII au profit de François Félix de Berton des Balbes de Crillon.
La famille de Crillon étant en faveur à la cour de France, elle célébrait dans leur hôtel toutes les fêtes de la monarchie. Les membres de la famille royale, ou les hauts dignitaires français de passage à Avignon, logeaient à l'hôtel de Crillon, ainsi la princesse de Conti en 1730, le duc de Richelieu et le marquis de Rochechouart, gouverneur de Provence, en 1744, le comte de Provence en 1777, le duc de Cumberland, frère du roi d'Angleterre, en 1784, etc.
L'hôtel de Crillon est saisi à la Révolution, car le duc de Crillon-Mahon, grand d'Espagne, étant hors de France, est considéré comme émigré. Il sert pour les réunions de la Commission d'instruction sur le meurtre de Lescuyer et le massacre de la Glacière. Les représentants en mission Rebecqui et Bertin y ont logé en 1792. Le bureau du cadastre y est installé en l'an III. Puis l'hôtel est restitué aux héritiers du duc de Crillon-Mahon qui le vendent. Il est acheté par le négociant Deleutre en l'an XI, qui en cède des dépendances.
L'hôtel est racheté en 1887 par Félix Théodule de Grammont (1831-1920), dont la mère était Victurnienne Ernestine de Berton des Balbes de Crillon (1807-1863) qui avait épousé en 1829, Ferdinand Théodule, marquis de Grammont (1805-1889).

## Protection
La façade de l'hôtel est classée au titre des monuments historiques le 26 juin 1915, les façades sur cour et grand escalier sont inscrites le 4 octobre 1932, la toiture est classée le 26 mai 1951.